# Мовак
Мовак (перс. موك) — село в Ірані, у дегестані Енадж, у бахші Каре-Чай, шагрестані Хондаб остану Марказі. За даними перепису 2006 року, його населення становило 112 осіб, що проживали у складі 25 сімей.

## Клімат
Середня річна температура становить 11,76 °C, середня максимальна – 30,62 °C, а середня мінімальна – -9,11 °C. Середня річна кількість опадів – 277 мм.
| Клімат поселення                              | Клімат поселення | Клімат поселення | Клімат поселення | Клімат поселення | Клімат поселення | Клімат поселення | Клімат поселення | Клімат поселення | Клімат поселення | Клімат поселення | Клімат поселення | Клімат поселення | Клімат поселення |
| Показник                                      | Січ.             | Лют.             | Бер.             | Квіт.            | Трав.            | Черв.            | Лип.             | Серп.            | Вер.             | Жовт.            | Лист.            | Груд.            |                  |
| Середній максимум, °C                         | 7,38             | 9,06             | 12,61            | 18,24            | 23,01            | 29,03            | 30,62            | 30,24            | 25,32            | 19,56            | 13,02            | 7,58             |                  |
| Середня температура, °C                       | −0,87            | 0,82             | 4,36             | 9,99             | 14,77            | 20,78            | 24,78            | 24,41            | 19,49            | 13,71            | 7,20             | 1,74             |                  |
| Середній мінімум, °C                          | −9,11            | −7,44            | −3,9             | 1,74             | 6,52             | 12,53            | 18,93            | 18,55            | 13,66            | 7,86             | 1,33             | −4,1             |                  |
| Норма опадів, мм                              | 42               | 36               | 50               | 37               | 35               | 7                | 1                | 1                | 0                | 7                | 24               | 37               |                  |
| Середньомісячна швидкість вітру, м/с          | 1.65             | 2.26             | 2.99             | 3.05             | 2.65             | 2.40             | 2.51             | 2.43             | 2.23             | 2.12             | 1.81             | 1.44             |                  |
| Середньомісячна сонячна радіація, кДж/м²·день | 9139             | 12325            | 14836            | 18249            | 22292            | 26972            | 25832            | 24029            | 21168            | 15600            | 10945            | 8996             |                  |
| --------------------------------------------- | ---------------- | ---------------- | ---------------- | ---------------- | ---------------- | ---------------- | ---------------- | ---------------- | ---------------- | ---------------- | ---------------- | ---------------- | ---------------- |
| Джерело:                                      |                  |                  |                  |                  |                  |                  |                  |                  |                  |                  |                  |                  |                  |